# コンスタンチン・クリステスク
コンスタンチン・クリステスク（Constantin Cristescu、1866年 - 1922年）は、ルーマニア王国の軍人。少将。
カタネ出身。フランスの軍事学校で教育を受け、砲兵隊に勤務。オイチゼ付近の戦いで軍を指揮し勝利した。ルーマニア軍崩壊後、彼の部隊はブコヴィンで再編された。その後、クリステスクは、第3、第5、第6軍団から成る第1軍を指揮した。第1軍は、A.ツリコフ将軍のロシア第6軍の支援の下、シレト川下流からワラキアに対して攻勢を開始した。この行動により、マラシェシュトゥイでのルーマニア軍の勝利に貢献した。